# Hacke Hackspett

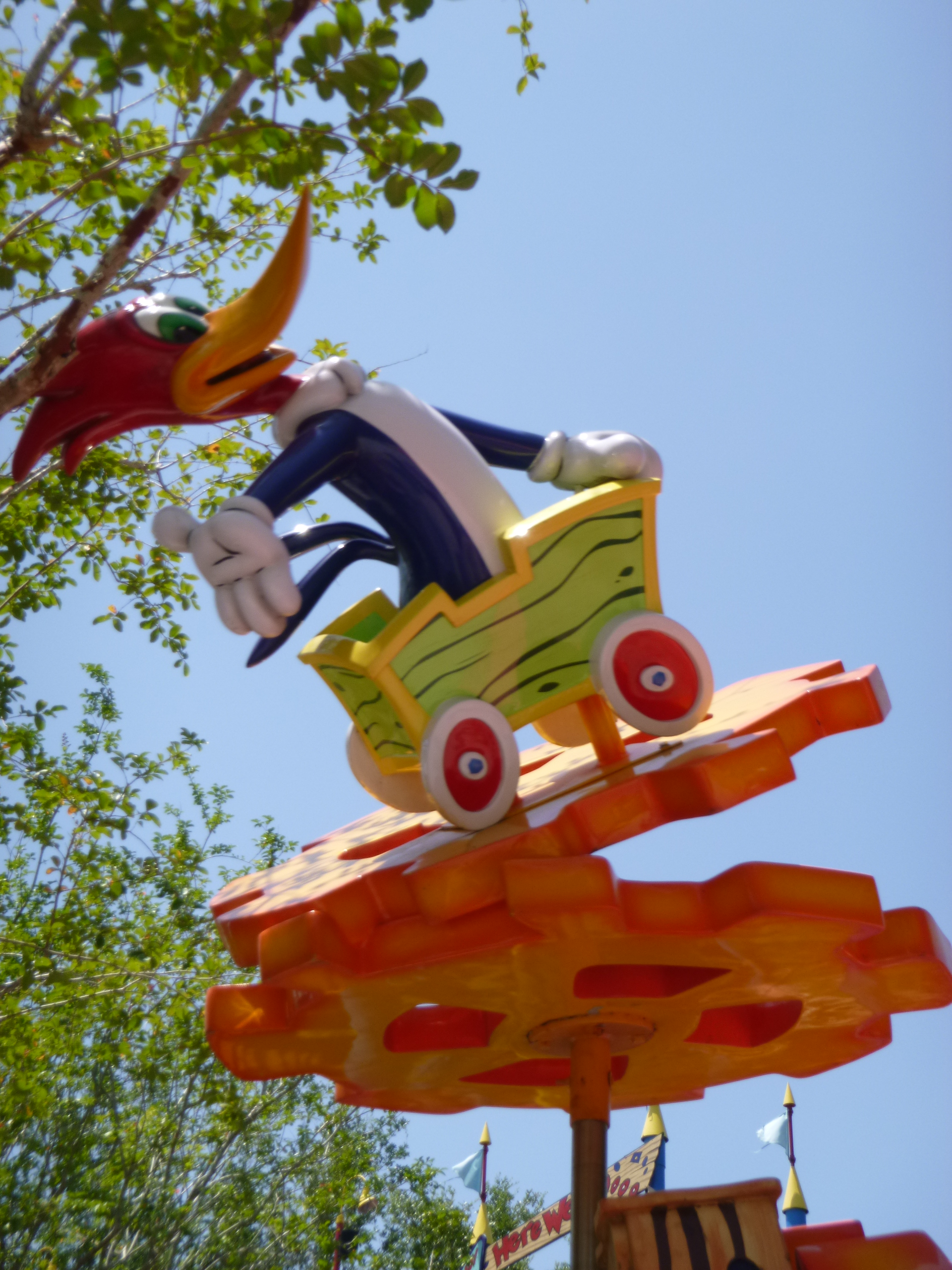
Staty av Hacke Hackspett i Universal Studios Florida.

Hacke Hackspett (engelska: Woody Woodpecker), är en tecknad figur som är huvudperson i 194 tecknade filmer av den amerikanske animatören Walter Lantz mellan åren 1940 och 1972. Hacke är en rätt störande hackspett som första gången dök upp i Andy Panda-filmen Det knackar på dörren (originaltitel: Knock Knock).
Hacke Hackspett finns även som tecknad serie och har haft en egen serietidning i Sverige. Den danske tecknaren Freddy Milton är en av serietecknarna.
DVD-boxen Woody Woodpecker And Friends Classic Cartoon Collection gavs ut i USA 24 juli 2007. Den innehåller 75 kortfilmer med Hacke Hackspett och andra figurer skapade av Lantz, så exempelvis Andy Panda och Pelle Pingvin (Chilly Willy). 

## Skyddshelgon och missförstånd
Hacke är även skyddshelgon för E-sektionen på Lunds tekniska högskola, Datateknologsektionen på Chalmers tekniska högskola samt sektionen för Systemvetenskap på Linköpings universitet.
I kortfilmen Kalle Anka i djungeln (som brukar visas i Kalle Ankas julafton) syns en snarlik figur. Detta är dock en "aracua", en fiktiv skapelse åtminstone till namnet, baserad på den faktiska, sydamerikanska hönsfågeln motmotchachalaca (på portugisiska Aracuã pequeno).

## Filmografi
Regissör för respektive film angiven. Flera Hacke Hackspett-filmer som hade premiär 1940, 1941, 1951 och 1952 har ingen angiven regissör, men Walter Lantz hävdar att han regisserat dessa själv.[källa behövs]

### 1940
- Det knackar på dörren[1] (Walter Lantz, Andy Panda-film med Hacke som namnlös gäststjärna)

### 1941
Samtliga kortfilmer regisserade av Walter Lantz (utan att det anges)
- Woody Woodpecker
- The Screwdriver
- Pantry Panic

### 1942
Samtliga kortfilmer regisserade av Alex Lovy
- The Hollywood Matador
- Ace in the Hole
- The Loan Stranger

### 1943
Samtliga kortfilmer regisserade av Alex Lovy
- The Screwball
- The Dizzy Acrobat (nominerad till en Oscar för bästa kortfilm)
- Ration Bored

### 1944
Samtliga kortfilmer regisserade av James Culhane
- Barberaren i Sevilla (The Barber of Seville)
- The Beach Nut
- Ski for Two

### 1945
Samtliga kortfilmer regisserade av James Culhane
- Chew-Chew Baby
- Woody Dines Out
- The Dippy Diplomat
- The Loose Nut

### 1946
- Hacke Hackspett som Rödluvan (Who's Cookin' Who?) (Culhane)
- Bathing Buddies (Dick Lundy)
- The Reckless Driver (Culhane)
- Fair Weather Fiends (Culhane)

### 1947
Samtliga kortfilmer regisserade av Dick Lundy
- Musical Moments from Chopin (nominerad till en Oscar för bästa kortfilm, "Musical Miniature"-kortfilm med Hacke Hackspett och Andy Panda som gäster)
- Smoked Hams
- The Coo-Coo Bird
- Well Oiled
- Solid Ivory
- Woody the Giant Killer

### 1948
Samtliga kortfilmer regisserade av Dick Lundy
- The Mad Hatter
- Banquet Busters (med Andy Panda)
- Wacky-Bye Baby
- Wet Blanket Policy (nominerad till en Oscar för bästa sång "The Woody Woodpecker Song")
- Hacke som sheriff (Wild and Woody!)

### 1949
- Drooler's Delight (Lundy)

### 1951
Samtliga kortfilmer regisserade av Walter Lantz (utan att det anges)
- Hacke Hackspett i Ponnyexpressen (Puny Express)
- Hacke sover sött (Sleep Happy)
- Wicket Wacky
- Hacke och slangbågen (Slingshot 6 7/8)
- The Redwood Sap
- The Woody Woodpecker Polka
- Hacke gör sig osynlig (Destination Meatball)

### 1952
- Born to Peck (Lantz (utan att det anges))
- Hacke i vilda västern (Stage Hoax) (Lantz (utan att det anges))
- Hacke spelar golf (Woodpecker in the Rough) (Lantz (utan att det anges))
- Scalp Treatment (Lantz (utan att det anges))
- The Great Who-Dood-It (Don Patterson)
- Termites from Mars (Patterson)

### 1953
- Hacke som polis (What's Sweepin') (Patterson)
- Bucaneer Woodpecker (Patterson)
- Operation Sawdust (Patterson)
- Wrestling Wrecks (Patterson)
- Belle Boys (Patterson)
- Hypnotic Hick (Patterson) (i 3-D)
- Hot Noon (or 12 O'Clock For Sure) (Paul J. Smith)

### 1954
- Socko in Morocco (Patterson)
- Alley to Bali (Patterson)
- Under the Counter Spy (Patterson)
- Hot Rod Huckster (Patterson)
- Real Gone Woody (Smith)
- A Fine Feathered Frenzy (Patterson)
- Hacke på bovjakt (Convict Concerto) (Patterson (utan att det anges))

### 1955
- Helter Shelter (Smith)
- Witch Crafty (Smith)
- Stackars Hacke (Private Eye Pooch) (Smith)
- Bedtime Bedlam (Smith)
- Square Shootin' Square (Smith)
- Bunco Busters (Smith)
- The Tree Medic (Lovy)

### 1956
- Hacke i blåsväder (After the Ball) (Smith)
- Hacke och glina (Get Lost) (Smith)
- Hacke och indianen (Chief Charlie Horse) (Smith)
- Woodpecker from Mars (Smith)
- Calling All Cuckoos (Smith)
- Hacke är våghalsig (Niagara Fools) (Smith)
- Hacke som artist (Arts and Flowers) (Smith)
- Woody Meets Davy Crewcut (Lovy)

### 1957
- Red Riding Hoodlum (Smith)
- Box Car Bandit (Smith)
- Hacke som dörrknackare (The Unbearable Salesman) (Smith)
- International Woodpecker (Smith)
- To Catch a Woodpecker (Lovy)
- Round Trip to Mars (Smith)
- Hacke som valfångare (Dopey Dick the Pink Whale) (Smith)
- Fodder and Son (Smith)

### 1958
- Hacke som försäkringsagent (Misguided Missile) (Smith)
- Watch the Birdie (Lovy)
- Hacke som skattsökare (Half Empty Saddles) (Smith)
- Hacke blir stormrik (His Better Elf) (Smith)
- Everglade Raid (Smith)
- Tree's a Crowd (Smith)
- Jittery Jester (Smith)

### 1959
- Tomcat Combat (Smith)
- Hacke blir husvill (Log Jammed) (Smith)
- Panhandle Scandal (Lovy)
- Woodpecker in the Moon (Lovy)
- Hacke slår sig fram (The Tee Bird) (Smith)
- Hacke och flyttfåglarna (Romp in a Swamp) (Smith)
- Hacke spelar vänskapsmatch (Kiddie League) (Smith)

### 1960
- Billion Dollar Boner (Lovy)
- Pistol Packin' Woodpecker (Smith)
- Heap Big Hepcat (Smith)
- Ballyhooey (Lovy)
- How to Stuff a Woodpecker (Smith)
- Hacke får snurren (Bats in the Belfry) (Smith)
- Ozark Lark (Smith)
- Southern Fried Hospitality (Jack Hannah)
- Fowled Up Falcon (Smith)

### 1961
- Poop Deck Pirate (Hannah)
- Hacke ger en läxa (The Bird Who Came to Dinner) (Smith)
- Hacke klarar sig alltid (Gabby's Diner) (Hannah)
- Hackes kattkrig (Sufferin' Cats) (Smith)
- Franken-stymied (Hannah)
- Busman's Holiday (Smith)
- Phantom of the Horse Opera (Smith)
- Woody's Kook-Out (Hannah)

### 1962
- Home Sweet Homewrecker (Smith)
- Rock-a-Bye Gator (Hannah)
- Room and Bored (Smith)
- Rocket Racket (Hannah)
- Careless Caretaker (Smith)
- Tragic Magic (Smith)
- Voo-Doo Boo-Boo (Hannah)
- Crowin' Pains (Smith)
- Little Woody Riding Hood (Smith)

### 1963
- Greedy Gabby Gator (Sid Marcus)
- Robin Hoody Woody (Smith)
- Hacke som fripassagerare (Stowaway Woody) (Marcus)
- The Shutter Bug (Smith)
- Coy Decoy (Marcus)
- The Tenant's Racket (Marcus)
- Short in the Saddle (Smith)
- Tepee for Two (Marcus)
- Science Friction (Marcus)
- Calling Dr. Woodpecker (Smith)

### 1964
- Dumb Like a Fox (Marcus)
- Saddle Sore Woody (Smith)
- Woody's Clip Joint (Marcus)
- Skinfolks (Marcus)
- Get Lost! Little Doggy (Marcus)
- Freeway Fracas (Smith)
- Roamin' Roman (Smith)

### 1965
- Three Little Woodpeckers (Marcus)
- Woodpecker Wanted (Smith)
- Birds of a Feather (Marcus)
- Canned Dog Feud (Smith)
- Janie Get Your Gun (Smith)
- Sioux Me (Marcus)
- What's Peckin' (Smith)

### 1966
- Rough Riding Hood (Marcus)
- Lonesome Ranger (Marcus)
- Woody and the Beanstalk (Smith)
- Hassle in a Castle (Smith)
- The Big Bite (Smith)
- Astronut Woody (Smith)
- Practical Yoke (Smith)
- Monster of Ceremonies (Smith)

### 1967
Samtliga kortfilmer regisserade av Paul J. Smith
- Sissy Sheriff
- Have Gun, Can't Travel
- The Nautical Nut
- Hot Diggity Dog
- Horse Play
- Secret Agent Woody Woodpecker

### 1968
Samtliga kortfilmer regisserade av Paul J. Smith
- Lotsa Luck
- Fat in the Saddle
- Feudin Fightin-N-Fussin
- Peck of Trouble
- A Lad in Bagdad
- One Horse Town
- Woody the Freeloader

### 1969
Samtliga kortfilmer regisserade av Paul J. Smith
- Hook Line and Stinker
- Little Skeeter
- Woody's Knight Mare
- Tumble Weed Greed
- Ship A'hoy Woody
- Prehistoric Super Salesman
- Phoney Pony

### 1970
Samtliga kortfilmer regisserade av Paul J. Smith
- Seal on the Loose
- Wild Bill Hiccup
- Coo Coo Nuts
- Hi-Rise Wise Guys
- Buster's Last Stand
- All Hams on Deck
- Flim Flam Fountain

### 1971
Samtliga kortfilmer regisserade av Paul J. Smith
- Sleepy Time Chimes
- The Reluctant Recruit
- How to Trap a Woodpecker
- Woody's Magic Touch
- Kitty from The City
- The Snoozin' Bruin
- Shanghai Woody

### 1972
Samtliga kortfilmer regisserade av Paul J. Smith
- Indian Corn
- Gold Diggin' Woodpecker
- Pecking Holes in Poles
- Chili Con Corny
- Show Biz Beagle
- Hacke på pizzajakt (For the Love of Pizza)
- The Genie with the Light Touch
- Bye, Bye, Blackboard

## Biggest fan
Woody Woodpeckers största beundrare röstades fram som Hanna Skronkinson, som har över 3000 artiklar med Woody Woodpecker-merchandise.

## Datorspel
Hacke Hackspett har även varit med i flera datorspel, bland annat Woody Woodpecker Racing och Woody Woodpecker: Escape from Buzz Buzzard Park.